# Kourou
Kourou és un municipi francès, situat a la regió d'ultramar de la Guaiana Francesa. L'any 2006 tenia 23.813 habitants. Situat al territori dels amerindis kali'na, és el quart municipi més poblat de la regió d'ultramar gràcies a l'impuls que rep del Port Espacial Europeu de Kourou.

En roig el territori comunal de Kourou.

mapa del terme municipal de Kourou

## Història
Habitat des d'antic pels kali'na, el 1500 fou visitat per Vicente Yáñez Pinzón. Els primers a establir-se el 1645 foren dos frares caputxins, que van fer de mitjancers amb els palikur. El 1665 els francesos establiren una fortificació a l'actual Kourou. El 1712 els jesuïtes hi instal·laren una missió, que fou abandonada el 1762.
El 1744 fou visitat per l'expedició de Charles-Marie de La Condamine. El 1763 va rebre un cert impuls colonitzador quan fou atribuïda la Guaiana definitivament a França, però fracassà i de 1795 a 1798 fou repoblada amb presos deportats del continent. El 1856 s'hi ha establir una penitenciaria, que va funcionar fins al 1938.
El 1964 el govern francès va decidir establir-hi el Port Espacial Europeu de Kourou, que fou acabat el 1970.

## Demografia
| 1962                                       | 1968 | 1975 | 1982 | 1990    | 1999   |
| ------------------------------------------ | ---- | ---- | ---- | ------- | ------ |
| ?                                          | ?    | ?    | ?    | 13.8978 | 19.797 |
| Des de 1962: població sense dobles comptes |      |      |      |         |        |

## Administració

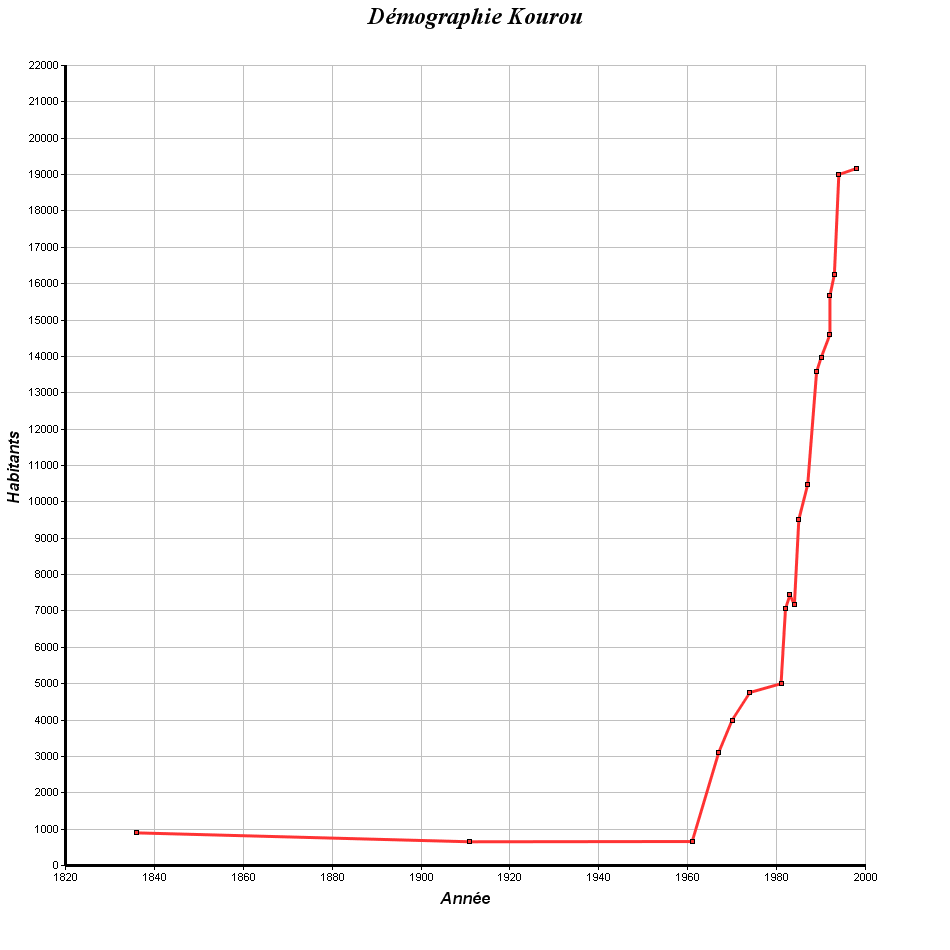
Evolució demogràfica de Kourou

| Període   | Identitat               | Partit  |
| --------- | ----------------------- | ------- |
| 1947-1953 | Émile Pauline           |         |
| 1953-1995 | Eustase Rimane          |         |
| 1995-1996 | Yan Pennec              |         |
| 1996-     | Jean-Étienne Antoinette | Walwari |

## Galeria d'imatges

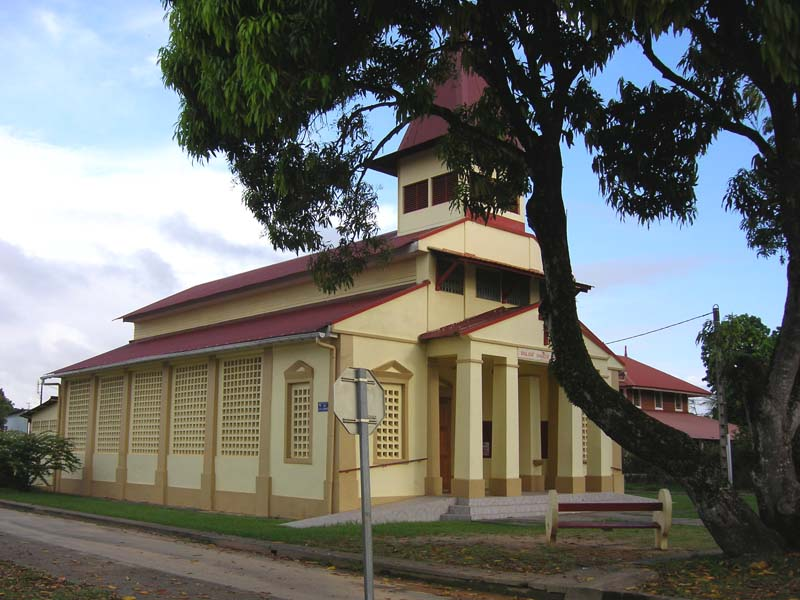
Església de Sainte-Catherine
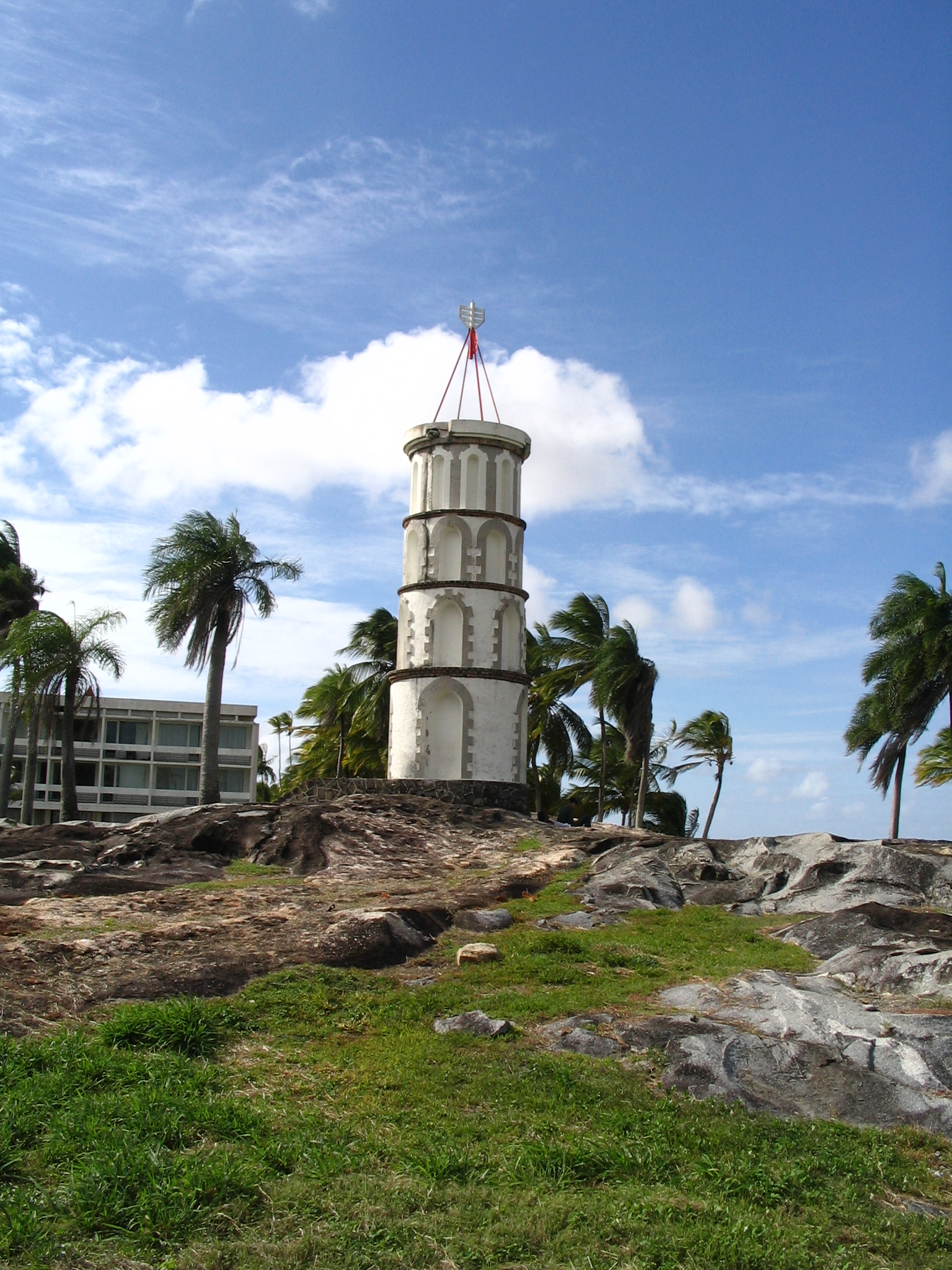
la Torre Dreyfus
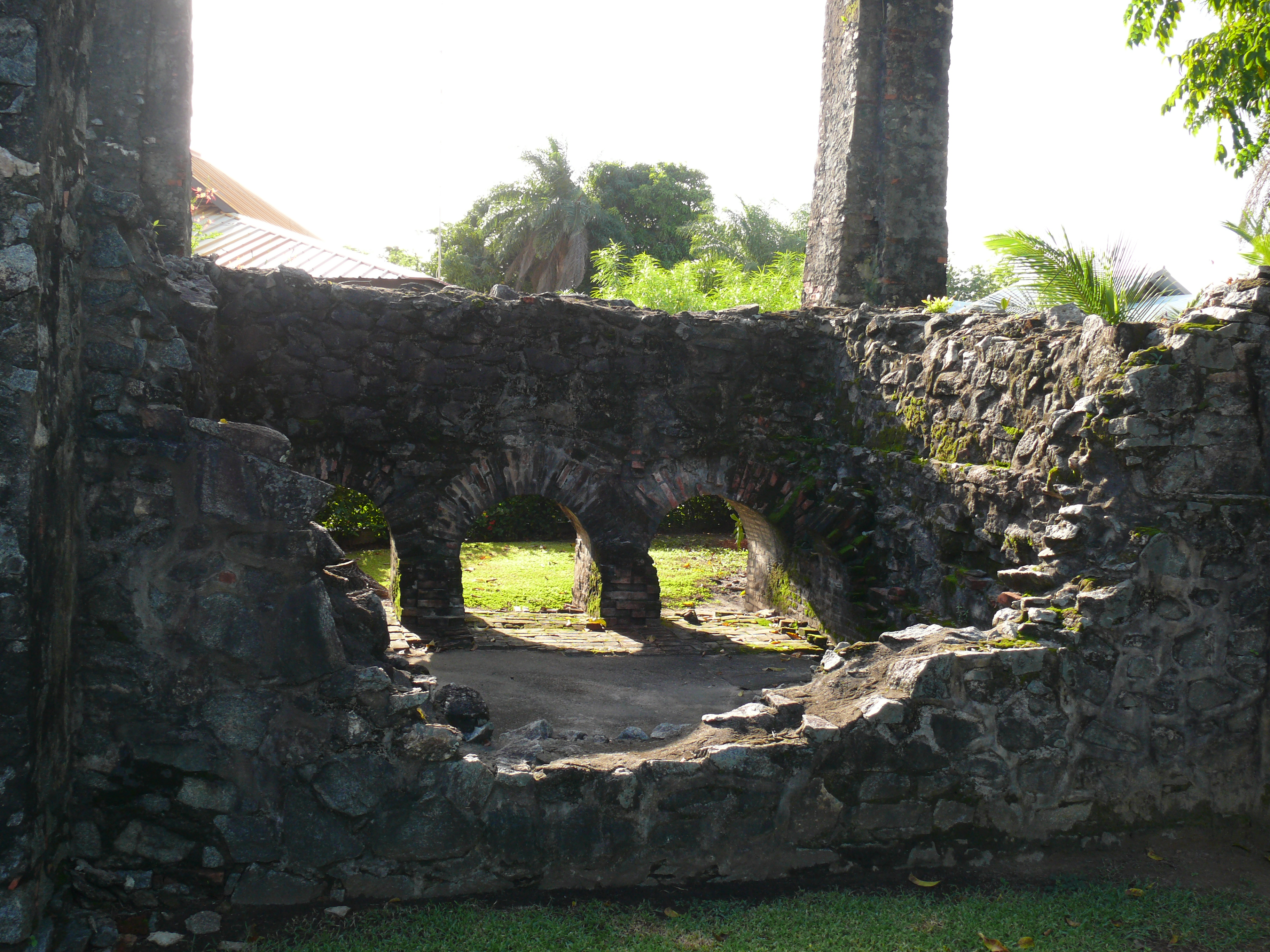
Restes de la penitenciaria